# Castilleja aurea
Castilleja aurea là loài thực vật có hoa thuộc họ Cỏ chổi. Loài này được B.L.Rob. & Greenm. mô tả khoa học đầu tiên năm 1897.